# 델타선

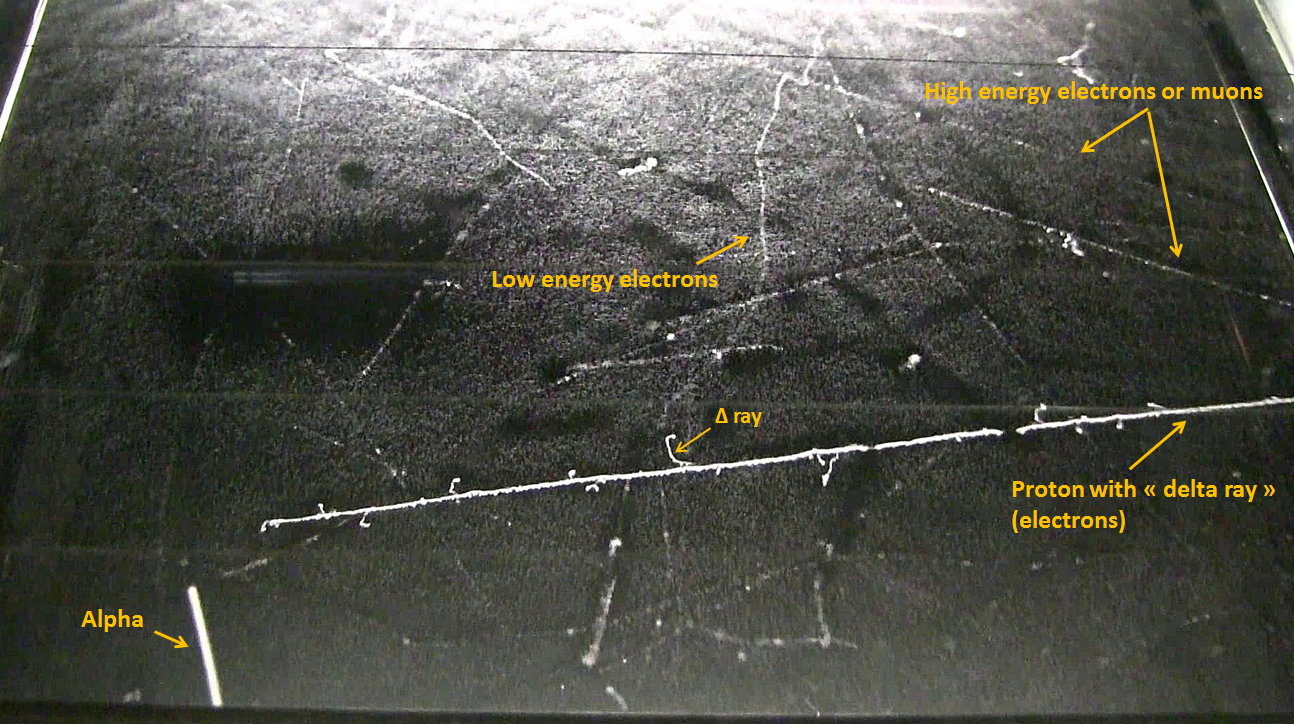

델타선( - 線, delta ray)은 2차 이온화에 의해 발생하는 반동입자(recoil particles)를 가리키는 말로, J.J. 톰슨에 의해 명명되었으며 현대에는 그다지 사용되지 않는 용어이다. 소립자 중 하나인 델타 바리온과는 무관하다.

## 특징
알파 입자와 같은 빠르고 강력한 하전입자가 원자 내 궤도를 돌고 있는 전자들에 충돌하면 이 전자들이 원자 밖으로 튕겨나가면서 매우 빠른 속력을 갖게 되는데, 만약 여기서 발생하는 전자들이 다른 원자들을 이온화시키기에 충분한 에너지를 가지고 있다면 델타 복사( - 輻射, delta radiation)라 부른다. 델타선은 구름 상자에서 주궤적에 딸린 가지 궤적으로 나타나며, 이 델타선의 궤적은 무거운 하전 입자 궤적의 시작점 근처에서 찾을 수 있다.

## 다른 의미
'델타선'이라는 용어는 고에너지 물리학에서 입자 가속기 내의 감속되는 입자에서 발생하는 단일 전자들을 가리키는 데 사용하기도 한다. 과학 소설에서는 알려지지 않은 가상의 복사선을 가리키는 용어로 '델타선'을 종종 사용하는데, 보통 위험한 존재로 묘사된다. '스타 트렉'에서는 델타선이 자연적으로 발생하는 전자기파로 묘사되며, 함대의 에너지 신호를 숨기는 데 사용된다. 예를 들어, 스타 트렉에 나오는 전투 함대인 '배틀 그룹 오메가'(Battle Group Omega)의 위치는 소행성대와 달이 있는 곳인데, 달에서 나오는 약한 델타선은 보그로부터 함대 신호를 숨길 수 있도록 해 준다.

## 같이 보기
- 알파선
- 베타선
- 감마선
- 엡실론선